# Otto Gsell
Robert Otto Gsell, auch Otto Gsell-Dietschi (* 30. März 1902 in St. Gallen; † 26. November 1990 in Arizona), war ein Schweizer Internist und Hochschullehrer sowie Direktor der Medizinischen Poliklinik der Universität Basel. Er beschäftigte sich vornehmlich mit Infektionskrankheiten und beschrieb die später nach ihm benannte Zystische Medianekrose Erdheim-Gsell.

## Leben und Wirken
Otto Gsell war der Sohn des Arztes Karl Otto Gsell (Otto Gsell-Bärlocher, 1868–1944) und dessen Frau Irma Sabina Bärlocher (* 1872). Er studierte an den Universitäten in Genf, Kiel, Paris, Wien und Zürich Medizin. 1926 wurde er mit der Schrift Neuere Campherpräparate mit eigenen Untersuchungen über Coramin promoviert. Als Assistent war er an der Universität Basel und anschließend am Universitätsspital Zürich tätig, wo er eine Oberarztstelle erhielt. Ab 1936 war Otto Gsell Chefarzt der Abteilung für Innere Medizin am Kantonsspital St. Gallen und von 1953 bis 1971 Ordinarius für Innere Medizin an der Universität Basel.
Otto Gsell beschrieb 1928 die später nach ihm und Jakob Erdheim benannten Zystische Medianekrose Erdheim-Gsell. 1952 wurde Gsell für seine Untersuchungen zu Leptospirosen mit dem Marcel-Benoist-Preis ausgezeichnet. Die Schweinehüterkrankheit, eine durch Leptospira pomona verursachte Leptospirose, wird auch als „Bouget-Gsell-Krankheit“ bezeichnet. Von 1979 bis 1982 leitete Gsell die Zentrale Ethikkommission (ZEK) der Schweizerischen Akademie der Medizinischen Wissenschaften (SAMW). Otto Gsell hatte Ehrendoktorwürden der Universität Göttingen und der Universität Turku inne.
Er war in erster Ehe mit Luise Klara Dietschi verheiratet, in zweiter Ehe mit Doris Blauenstein.

## Schriften (Auswahl)
- Neuere Campherpräparate mit eigenen Untersuchungen über Coramin. Schwabe, Zürich 1926. (Dissertation)
- Abortive Poliomyelitis. Thieme, Leipzig 1938.
- mit Adolf Hottinger: Hungerkrankheit, Hungerödem, Hungertuberkulose : Hist., klin., pathophysiol. u. pathol.-anatom. Studien u. Beobachtungen an ehemaligen Insassen aus Konzentrationslagern. Schwabe, Basel 1948.
- Leptospirosen. Huber, Bern 1952.
- Tabakrauchen und Krankheit. Neuland, Hamburg 1959.
- mit Richard Bieling: Die Viruskrankheiten des Menschen. J. A. Barth, Leipzig, 5. Auflage 1962. (6. Auflage 1964)
- als Hrsg.: Krankheiten der Über-Siebzigjährigen. Hubert, Bern 1964.
- als Otto Gsell-Dietschi (Hrsg.): Zur Geschichte von St. Galler Familien: Gsell, Baerlocher, Naeff, Lutz. Eigenverlag, St. Gallen 1984.
- mit W. Mohr: Infektionskrankheiten. Springer, Berlin. 1967, 1972.
- Differentialdiagnose der akuten Lungeninfiltrate. Thieme, Stuttgart 1979, ISBN 3-13-174301-8. (2. Auflage 1986, ISBN 3-13-174302-6.)
- als (Hrsg.): Klinische Virologie. Urban und Schwarzenberg, München 1986, ISBN 3-541-12201-3.